# Вологодский пятак
Федеральное казённое учреждение «Исправительная колония № 5 Управления Федеральной службы исполнения наказаний по Вологодской области», более известное как «Волого́дский пята́к» — одна из исправительных колоний особого режима для пожизненно заключённых в России; расположена в бывшем Кирилло-Новоезерском монастыре на озере Новом (остров Огненный) вблизи города Белозерска, в Белозерском районе Вологодской области.

## История
Мужской Кирилло-Новоезерский монастырь был основан в 1517 году в княжение великого князя Василия III Иоанновича преподобным Кириллом Белым, иноком Корнилиево-Комельского монастыря. С 1764 года — 3-го класса, Новгородской губернии, Белозерского уезда. После Октябрьской революции 1917 года монастырь был превращён в тюрьму для «врагов революции». В 1930-е и 1940-е годы здесь была колония для политических заключенных в системе ГУЛАГа. В 1938 году здесь размещалась Новоезерская ИТК-14, после войны ИТК-6, ЛО-17, который в пятидесятые годы был реорганизован в лагерный пункт строгого режима. После смерти Сталина в 1953 году колония была превращена в обычную тюрьму для опасных преступников. В 1956 в ИТК-17 был установлен строгий режим для мужчин, осуждённых в первый раз за бандитизм и убийство. В 1994 году впервые в Вологодском регионе и в России на её базе была создана исправительная колония с новым видом уголовного наказания — пожизненное лишение свободы. В 1997 году монастырь стал тюрьмой исключительно для заключённых, отбывающих пожизненную меру наказания. После введения в 1996 году в России моратория на исполнение приговоров к смертной казни эти приговоры стали автоматически означать пожизненное тюремное заключение.
В настоящее время — одно из исправительных учреждений для пожизненно заключённых в России.
Согласно Приказу Минюста Российской Федерации «Об изменении вида режима и лимитов наполнения исправительных учреждений, лечебных исправительных и лечебно-профилактических учреждений, создании и ликвидации в исправительных колониях, лечебных исправительных и лечебно-профилактических учреждениях изолированных участков с различными видами режима» от 17 августа 2012 года № 162, лимит наполнения составляет 505 мест, включая участок строгого режима на 55 мест.
На 2021 год в «Вологодском пятаке» 180 арестантов.

## В массовой культуре

### Документальные фильмы и телепередачи
- Док. фильм «Не дожившие до пожизненного лишения свободы» из цикла Вахтанга Микеладзе «Пожизненно лишённые свободы»
- Снятый в 1998 году режиссером Александром Гутманом документальный фильм «Три дня и больше никогда»
- Телепрограмма из цикла «Следствие вели…» с Леонидом Каневским (эпизод «По кличке Банзай»)

### Художественные фильмы, где продемонстрированы здания колонии
- Фильм Василия Шукшина «Калина красная» — монастырские здания использованы в качестве фона (колония, из которой освобождается Егор Прокудин).
- Фильм Виктора Сергеева «Шизофрения» (1997).
- Сериал «Метод» (2 сезон, 2 серия, 13 серия)

### Упоминания в художественных произведениях, фильмах, песнях и т. п.
- Монастырь фигурирует в некоторых произведениях русского писателя Александра Яшина.
- Подразумевается как место действия в ироническом детективе Дарьи Донцовой «Развесистая клюква Голливуда».
- Является прототипом вымышленной исправительной колонии ИК-13 на Огненном Острове в романе Данила Корецкого «Освобождение шпиона».
- В сериале «Тюрьма особого назначения» (2006)[1] показана тюрьма для пожизненно заключённых на острове Каменный, построенная на месте монастыря, что в некотором роде наводит на аналогию с Вологодским пятаком.
- В третьей части сериала «Бандитский Петербург» Кудасов говорит Антибиотику: «Будешь сидеть на пятаке под Вологдой до скончания своих дней. Там и сдохнешь».
- В сериале «Гончие-3» присутствует момент, когда двое осуждённых на пожизненные сроки сбегают из колонии под Вологдой. Их побегу поспособствовало наводнение, которое на острове Огненном, согласно метеорологическим данным, случается раз в сто лет.
- У группы «Ори! Зона» есть песня «Огненный остров», посвящённая Вологодскому пятаку.
- У группы «Крестовый туз» есть песня «Остров „Огненный“».
- В сериале «Метод 2»